# Опішнянський район
Опішня́нський райо́н — адміністративно-територіальна одиниця в УСРР (потім УРСР), що існувала з березня 1923 року по грудень 1962 року.

## Історія
Район був створений 7 березня 1923 року у складі Полтавської округи з Опішнянської та Більської волостей Зіньківського повіту (загалом 9 сільрад).
У липні 1930 року, коли Котелевський район був розформований, його територія, в тому числі і Котельва була передана до Опішнянського району. До вересня 1930 року Опішнянський район входив до складу Полтавської округи, у період з лютого 1932 року до вересня 1937 року — у Харківській області, з 22 вересня 1937 року віднесений до новоутвореної Полтавської області.
У 1932–1933 роках районом прокотився голод. Населення регіону у 1939 році в порівнянні з 1926 роком скоротилося на 26,3%
У вересні 1941 р. територію району було окуповано нацистською Німеччиною, а 1 вересня 1942 року включено до складу Опішнянського ґебіту. Визволення райцентру далося тяжко. Визволивши Опішню у першій декаді серпня 1943 року, 25 серпня селище знову перейшло до рук німецьких загарбників. Остаточно районний центр було визволено 19 вересня 1943 року. Німці стратили в Опішні й в районі понад 200 чоловік, вивезли до Німеччини на примусові роботи понад 2600 людей. Відступаючи, знищили близько 500 будинків, МТС, 4 школи, лікарню, клуб, церкву.
Опішнянський район був розформований 30 грудня 1962 року у зв'язку з укрупненням сільських районів, а його територія передана Зіньківському району.

## Основні дані
Площа району становила 331 квадратну версту. На 7 вересня 1923 року населення району становило 37 843 особи.

## Адміністративний поділ
- Опішнянська селищна рада
- Батьківська сільська рада
- Більська сільська рада
- Бухалівська сільська рада†
- Глинська сільська рада†
- Заїчинська сільська рада
- Кирило-Ганнівська сільська рада
- Лазьківська сільська рада†
- Малобудищанська сільська рада
- Місько-Млинянська сільська рада†
- Пишненківська сільська рада
- Покровська сільська рада
- Попівська сільська рада
- Саранчівська сільська рада†
- Човно-Федорівська сільська рада